# Moviment Socialista de Catalunya (MS)
El Moviment Socialista (MS) és un moviment polític i social dels Països Catalans d'ideologia comunista format als inicis de la dècada de 2020. Està format per diferents organitzacions relacionades entre si, cadascuna amb un espai d'acció definit.

## Ideologia
Encara que neix del mateix espai sociològic que l'Esquerra Independentista, el Moviment Socialista va qüestionar des del seu inici els plantejaments estratègics d'aquesta, situant-se com un moviment organitzat al marge d'aquesta, ja que consideren que l'esquerra independentista té unes posicions socialdemòcrates incompatibles amb la revolució socialista i que el comunisme ha estat arraconat «de manera sistemàtica». Les diferents organitzacions que formen el moviment s'agrupen entorn de les idees del marxisme, el comunisme, l'autogestió, la lluita conta l'opressió de gènere, l'internacionalisme, i el soberanisme.

## Història

### Any 2022: crisi a Arran i creació d'Horitzó Socialista
El 31 de març de 2022, una militant de l'assemblea d'Arran de València publicà un article al portal digital L'Accent titulat Carta oberta al jovent comunista, on acusava l'Esquerra Independentista de socialdemòcrata i criticava l'estratègia de la unitat popular. Cinc dies després, Arran hi respongué amb un altre article, Hem nascut per vèncer, al mateix portal. El juny de 2022 l'assemblea de València va ser expulsada de l'organització. Aquesta, el 10 de juny, emeté un comunicat sobre l'expulsió en el qual acusava Arran de silenciar les crítiques.
El 17 de juliol de 2022, una quinzena d'assemblees van fer pública la creació d'Horitzó Socialista. Entre les assemblees impulsores hi havia les de València, Vila-real, l'Alt Urgell, l'Alt Empordà, el Baix Empordà, Mataró, Reus, les de diversos barris de Barcelona, i les de diversos municipis del Baix Llobregat. Definien Horitzó Socialista com «un espai d’elaboració teòrica i de defensa de les tesis d’un Moviment Socialista encara en construcció» i afirmaven trencar amb el nacionalisme i l'interclassisme que representa l'estratègia de la unitat popular.
Horitzó Socialista considera que l'opressió nacional i el patriarcat són un aspecte més del capitalisme i que, per tant, seria poc útil l'alliberament nacional o el feminisme sense aconseguir també el socialisme. Està especialment influenciat per Gazte Koordinadora Sozialista, l'organització juvenil del Moviment Socialista Basc, que critica el reformisme de l'esquerra abertzale.

### Any 2023: creació de Prisma i OJS, presentació de GÈNESI i primeres Jornades de Formació Socialista
Prisma va sorgir el 16 de gener de 2023 com a programa d'entrevistes del mitjà de difusió Horitzó Socialista. Aquest programa compta actualment amb més d'una desena d'entrevistes a activistes, sindicalistes i altres actors polítics on s'han pogut tractar un ventall de temàtiques molt diverses com, per exemple , el feminisme, la lluita sindical, els conflictes bèl·lics o l'educació.
A mitjans de la primavera del 2023 es van dur a terme les primeres jornades de formació socialista arreu de les universitats dels Països Catalans.
El juny de 2023 GÈNESI sorgia a Catalunya i al País Valencià sota el paraigües ideològic d'Horitzó com a continuació de les jornades de formació socialista que s'havien dut a terme en els mesos anteriors. Van dur a terme un seguit de trobades de joves les quals van culminar amb la creació de l'OJS-PV i l'OJS-CAT (Organització Juvenil Socialista) al Pais Valencià i a Catalunya, seguint així els passos del Moviment Socialista d'Euskal Herria.

### Any 2024: presentació de Bastida, creació del Sindicat d'Habitatge Socialista de Catalunya i primera Trobada Juvenil Socialista
A principis del 2024, hi havia una vintena d'assemblees de l'OJS entre Catalunya i País Valencià, i així com tres sindicats d'habitatge: els dos primers, radicats a Barcelona (Eixample i El Raval), per fer front a la Crisi de l'habitatge a Catalunya es van adherir al Moviment Socialista, mentre que el tercer, de l'Hospitalet, va ser fundat directament dins del Moviment.
El 26 de febrer es feia públic Bastida com un projecte a Mallorca que pretén "contribuir a polititzar a tota una nova generació de militants que treballin per la independència política del proletariat i la recomposició del projecte comunista". El 16 de març es va dur a terme la presentació d'aquest projecte a Palma.
El 5 d'abril de 2024, quatre sindicats més van anunciar la seva adhesió a les tesis del Moviment Socialista. Aquests eren el Sindicat d'Habitatge de Mataró, la Xarxa d'Habitatge del Baix Maresme, el Sindicat d'Habitatge del Baix Llobregat i el Sindicat d'Habitatge del Casc Antic. El 6 de maig de 2024 el Sindicat d’Habitatge Socialista de Catalunya naixia "amb la pretensió de constituir-se com un agent polític de referència en l’àmbit de l’habitatge pel proletariat de Catalunya".
El 21, 22 i 23 de juny de 2024 va esdevenir-se la primera Trobada Juvenil Socialista a Sant Celoni. Allà es van agrupar joves per tractar temes com el context de crisi i guerra, l'alternativa revolucionària o les ruptures generacionals i comunistes. També va ser un espai on van coincidir representants de diferents organitzacions del MS de fora dels Països Catalans.
El 7 de novembre de 2024 s'anuncià la creació del Diario Socialista com a òrgan d'expressió i informació del Moviment Socialista (MS) "inspirat en el concepte de diari que va defensar Lenin el 1901 per a la unificació de l'agitació i la propaganda".